# Hasardspel i indianreservat

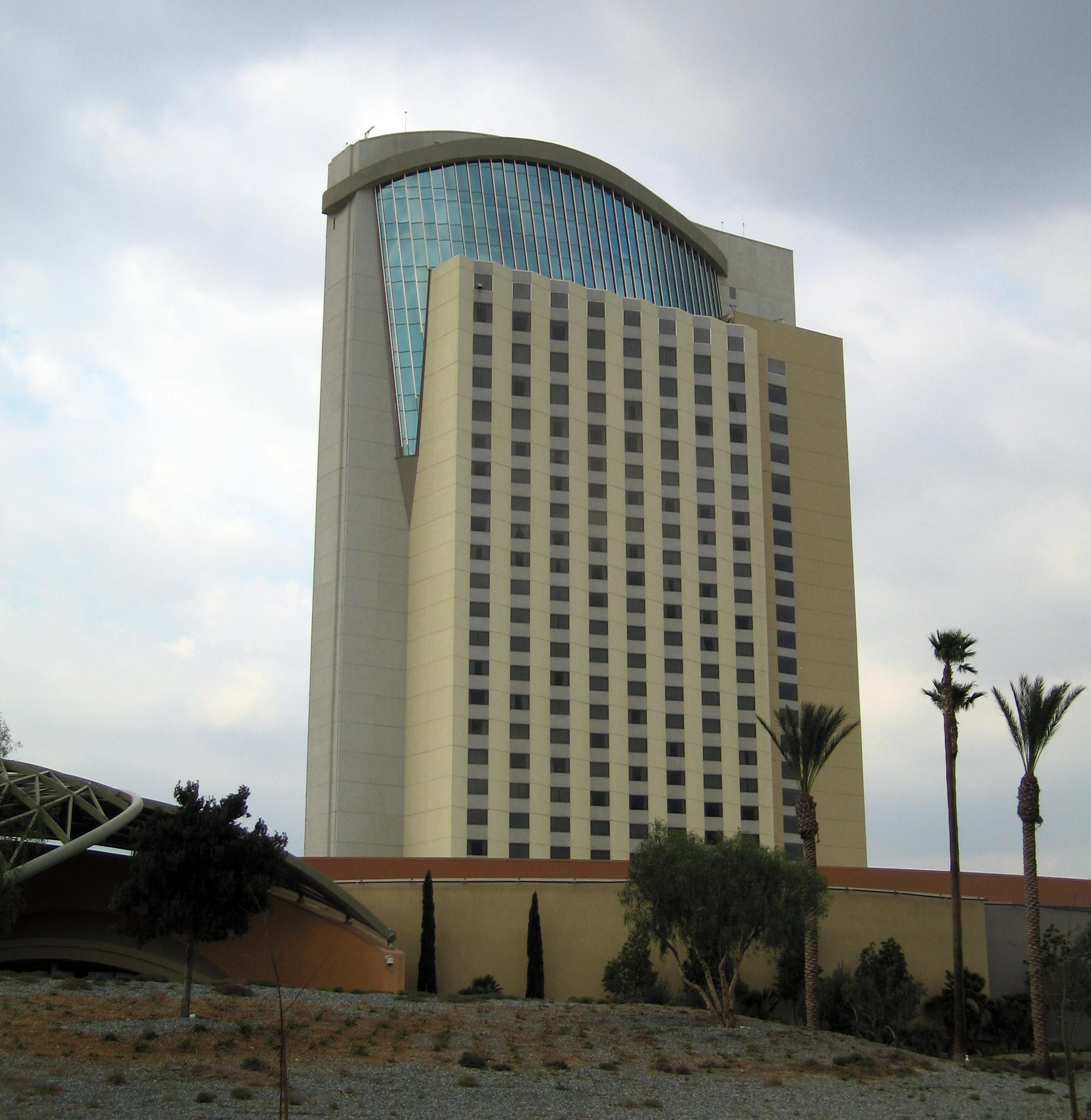
Morongo i Kalifornien.

Hasardspel i indianreservat förekommer i bland annat USA, där indianskt självstyre ger laglig möjlighet att driva kasinon och andra sorters spel om pengar.
Dessa kasinon finns framför allt nära storstadsområden, där det finns många kunder inom räckhåll.